# آآرونشونیا
آآرونشونیا (نام علمی: Aaronsohnia) نام یک سرده از تیره کاسنیان است.
آآرونشونیا نام یک تیره از خانواده کاسنی‌ها می‌باشد  که بومی نواحی استپ‌های نمکی و بیابان در شمال آفریقا و همچنین غرب آسیا است. نام این جنس گیاهی توسط یک بذرشناس به نام آآرون آآرونشون در سال ۱۹۲۷ میلادی گذاشته شده‌است.